# Дмитро з Горая
Дмитро з Горая, чи Дмитро з Горая і Щебрешина герба Корчак (бл. 1340 — 1400) — нащадок галицьких бояр, державний діяч Королівства Польського. Підскарбій великий коронний 1364—1370 та 1377—1391, маршалок великий коронний. Предстаник роду Горайських. 

## Життєпис
Син жидачівського старости Петра з Клеця; онук галицького боярина, судді холмського Івоні з Горая та Княгинич. Батько прилаштував Дмитра при королівському дворі, де він перебував при королях Казимирові ІІІ, Людовикові Угорському (Анжуйському), Владиславу ІІ Ягайлові. У час чергової війни проти литовців за спадок князів Романовичів король Людовик Анжуйський за заслуги у захопленні Белза, Холма надав Дмитрові з Горая і його брату Іванові (від нього пішли Чурили) 26 липня 1377 р. численні маєтності. Їх ділив поміж братами король Владислав ІІ Ягайло у 1388 р. і травні 1389 року. Дмитро отримав Щебрешин, Красник із землями, а Іван — Клеці. Владислав ІІ віддав під зверхність Дмитра з Горая шляхту навколо Щебрешина, яку він вів на війну під своєю хоругвою, виконував над нею судочинство, приймав ленні присяги, роздавав землі, що було єдиним прикладом у тодішньому королівстві. Дмитро з Горая, ймовірно, сприяв наданню Щебрешину магдебургії, фундував костел і парафію (1394—1397), кляштор францисканців (1398 р.).
Такі надання пояснюються тим, що Дмитро з Горая був прихильником польсько-литовського союзу як опікун малолітньої королеви Ядвиґи після її прибуття до Польського королівства. Він не допустив до реалізації її одруження з Вільгельмом Габсбурґом, пригрозивши королеві застосувати до неї силу, коли вона пробувала сокирою вирубати зачинену браму на Вавелі.
Їздив 1386 р. до магістра Тевтонського Ордену Конрада фон Ротенштайна, запрошуючи його бути хресним батьком Яґайла і на весілля. Через 4 роки став маршалком королівства. Завдяки королівським наданням володів містами Щебрешин, Красник, Риманів, Горай, яке назвав на згадку про родинний Горай у Львівській землі, трьох замків, 80 селищ. Папа Римський (1378 р.) наказував розглянути справу Дмитра з Горая через привласнення ним майна кляштору бенедиктинців під Краковом, що вимагала папська булла 1402 р. вже після його смерті. Відписав 1398 р. маєтки навколо Щебрешина племінникам, дружині з дітьми відійшли землі навколо Горая.
Помер 2 або 20 лютого 1400 р. у Божім Дарі, яке він обрав за свою резиденцію після одруження, був похований у костелі францисканців у Завихості.

### Шлюб, діти

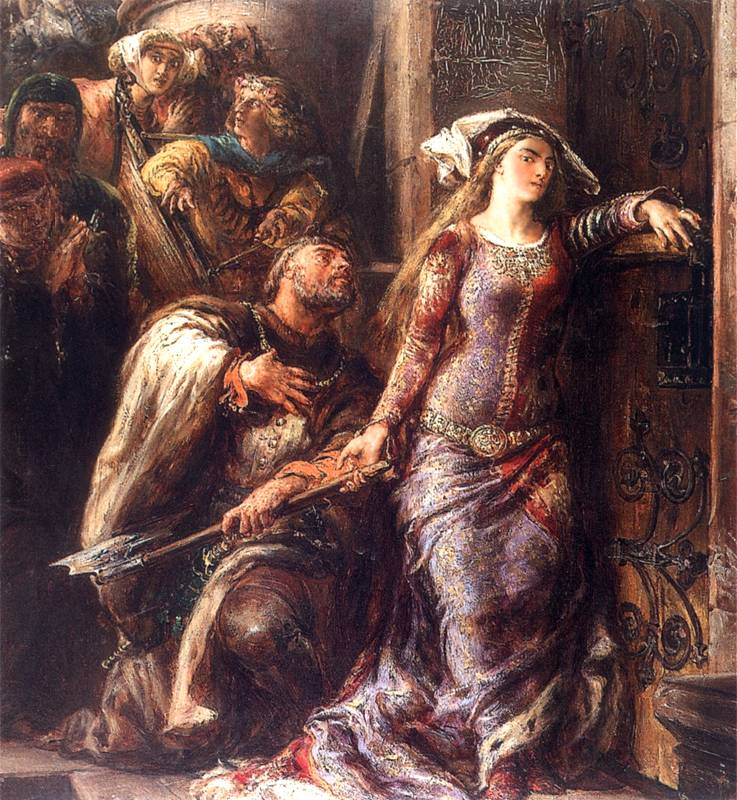
Дмитро з Горая і Ядвіга. Худ. Ян Матейко

Близько 1390 р. одружився з Беатою Мокрською з Божого Дару (пом. 1424) — донькою краківського воєводи Мсьцігнєва Авданця. У шлюбі народились доньки, які на час смерті Дмитра з Горая були малолітніми:
- Анна, видана до 1410 р. за підстолія краківського Анджея Тенчиньського
- Єлизавета, видана за каштеляна каліського, старосту генерального великопольського Доброгоста з Шамотул
- Катерина[pl], дружина воєводи сандомирського, старости краківського Добеслава Олесніцького з Сєнна гербу Дембно, дідича Риманова

## Значення
Дмитро з Горая — найкраще задокументований приклад перебування руського урядника на службі королів Польщі у другій половині XIV століття, коли династія Романовичів припинила своє існування «за мечем» (себто за чоловічою лінією), а нащадки «за кужелем» (за жіночою лінією) вели боротьбу за розподіл її володінь. Знать королівства Русі опинилася перед екзистенційним вибором: кому служити? Частина обрала сюзереном князя Любарта, частина долучилася до творення Молдовського господарства чи виїхала на постійне місце проживання до Угорського королівства, ще інша присягнула Казимирові ІІІ. Приклад Дмитра з Горая тут не перший. Із кінця Х — початку ХІ століття спостерігаємо періодичні випадки перебування на службі П’ястів вихідців із Русі (як і поляків на службі руських князів).